# 清水潔
清水潔（日语：／ Shimizu Kiyoshi，1958年—），日本調查記者、作家、早稻田大学新闻学研究生院兼职讲师。

## 經歷
清水潔於1958年在日本東京都出生，後在日本新潮社旗下周刊《FOCUS》担任調查记者。1999年埼玉縣發生桶川跟踪狂杀人事件，清水潔在追查期間先警方一步查清犯人身分，並撰寫一系列報導揭發埼玉縣警方在辦案期間一系列不作為現象，包括拖延與隱瞞被害人告訴、擅自修改文書、藏匿被害人起訴書等。最終埼玉縣警察出面致歉，涉案相關的上尾警察署職員等15人被懲戒。由清水潔撰寫的一系列報導榮獲2001年次的编辑严选杂志报导賞獨家新聞獎。
2001年《FOCUS》休刊後，清水潔轉職成為日本電視台社會部記者、特約評論員。同時兼任早稻田大学新闻学研究生院兼职讲师。
2003年，静冈县滨松市发生一起抢劫杀人案，清水潔跋涉18000公里追踪凶手，最終在巴西乡下发现兇手并立即告知静冈县警察局。次年，凶手以「代理处罚」的形式被判處监禁34年。
2007年清水潔帶領團隊重新對北关东连续幼女诱拐杀人事件進行調查，並將調查結果製成節目《ACTION 撼動日本》在日本電視台播出。這期節目揭露了警方在調查足利女童失蹤事件期間產生的一系列問題，指出警方在調查期間隱瞞對嫌疑人有利的證詞，且存在刑訊逼供、隱藏並銷毀部分證據、嫌疑人自供與證人口供存在矛盾等情況。該報導亦指出當時警方使用的DNA比對技術存在重大問題，該技術準確度極低，警方以此作為定罪證據致使產生冤假錯案，主張重新對正在被關押的足立女童事件嫌疑人菅家利和進行DNA型比對。節目播出後，清水潔積極推動呼籲當局對足利事件嫌疑人菅家利和與證據衣物遺留之體液進行DNA型再比對。
2009年6月，當局進行第二次DNA型比對，經比對結果確認菅家並非足利事件兇手，最終成功為被關押17年半的嫌疑人菅家利和平反。清水潔通過這次比對亦確定北关东连续幼女诱拐杀人事件與足利事件應為同一人作案。
2010年，清水潔在《文藝春秋》連續數月連載了有關足利事件的報導。在《文藝春秋》當年10月刊出的題為「我知道真兇！」的報導公佈了曾有證人目擊到疑似足利事件真兇的男子及其證詞。這些證據公開揭示了先前《ACTION 推動日本》所提及的的口供證據矛盾情況，並指出了足利事件的真兇身份。最終這篇報導獲得2011年次的编辑严选杂志报导賞、日本民間放送聯盟最優秀賞。
2011年4月1日，清水潔在《文藝春秋》刊載題為《這就是證明真兇的根據！》的報導，文中他表示曾長期追蹤一名男子並將其DNA進行比對，結果顯示該男子的DNA型與足利事件真兇的DNA型完全一致，DNA比對結果與筑波大學教授本田克也於2009年所進行的DNA比對鑑定結果完全吻合。
2016年，清水潔以紀實文學形式著成的小說《足立女童連續失蹤事件》（又名《殺人犯就在那裡》）銷量突破30萬冊，榮獲新潮紀實文學獎。

## 文獻
- 鳥越俊太郎; 取材班.  . メディアファクトリー. 2000. ISBN 9784840101592.
- 鳥越俊太郎; 小林ゆうこ.  . 岩波書店. 2002. ISBN 9784000225229.
- 蒲俊郎.  . インプレスR&川上. 2013. ISBN 9784844395768.